# Комплексна площина

Геометричне представлення z і його спряжене число z̅ в комплексній площині. Довжина одного блакитного відрізку від початку координат до точки z є модулем або абсолютним значенням z. Кут φ є аргументом z.

Комплексна площина {\displaystyle \mathbb {C} } — множина впорядкованих пар {\displaystyle (x,y)}, де {\displaystyle \ x,y\in \mathbb {R} }. Зазвичай проводиться утотожнення комплексної площини і поля комплексних чисел {\displaystyle \mathbb {C} } за принципом {\displaystyle \ (x,y)\equiv x+iy}. Це дозволяє ввести алгебричні операції на площині {\displaystyle \mathbb {C} }. Розглянемо топологічні властивості комплексної площини і не будемо проводити різниці між парою {\displaystyle \ z=(x,y)} і комплексним числом {\displaystyle \ z=x+iy}.
Концепція комплексної площини, дозволяє привести комплексні числа у геометричному сенсі. Операцію додавання, здійснювати як додавання векторів. Множення двох комплексних чисел можна у найпростішому вигляді можна виразити в полярних координатах—величина або модуль добутку це добуток двох абсолютних величин, або модулів, а кут або аргумент добутку є сумою двох кутів, або аргументів. Зокрема, множення на комплексне число із модулем, що дорівнює 1 приводить до обертання.
Комплексну площину іноді називають площиною Арганда, а геометричні графіки на цій площині діаграмами Арганда. Вони названі в честь Роберта Аргана (1768—1822), хоча вперше їх описав норвезько-данський землевпорядник і математик Каспар Вессель (1745—1818).

## Загальні позначення
В комплексному аналізі, комплексні числа зазвичай позначаються символом z, в якому виділяють його дійсну (x) і уявну (y) частини:
{\displaystyle z=x+iy}
наприклад: z = 4 + 5i, де x і y є дійсними числами, і i є уявною одиницею. В цьому загальному позначенні комплексне число z відповідає точці (x, y) на декартовій площині.
В декартовій системі координат, точку (x, y) також можна представити в полярних координатах наступним чином
{\displaystyle (x,y)=(r\cos \theta ,r\sin \theta )\qquad (r,\theta )=\left({\sqrt {x^{2}+y^{2}}},\quad \arctan {\frac {y}{x}}\right).}
Для декартової площини можна припустити що арктангенс приймає значення лише від −π/2 до π/2 (в радіанах), і варто обережно поводитися при використанні функції арктангенса для точок (x, y) при x ≤ 0. В комплексній площині дані полярні координати будуть мати форму
{\displaystyle z=x+iy=|z|\left(\cos \theta +i\sin \theta \right)=|z|e^{i\theta }}
де
{\displaystyle |z|={\sqrt {x^{2}+y^{2}}};\quad \theta =\arg(z)={\frac {1}{i}}\ln {\frac {z}{|z|}}=-i\ln {\frac {z}{|z|}}.\,}
Тут |z| є абсолютним значенням або модулем комплексного числа z; θ, це аргумент числа z, його зазвичай обирають в інтервалі 0 ≤ θ < 2π; а остання рівність (|z|eiθ) взята із формули Ейлера. Слід зауважити, що без обмеження діапазону значень кута θ, аргумент z буде мати множину значень, оскільки комплексна експоненційна функція періодична, і має період 2π i. Тому, якщо θ є одним із значень arg(z), то іншими значення будуть задаватися як arg(z) = θ + 2nπ, де n приймає усі цілі значення ≠ 0.

## Топологія комплексної площини

### Відкриті множини
Фундаментальне поняття околу вводиться на комплексній площині таким чином — околом {\displaystyle {\mathcal {U}}_{z_{0}}} точки {\displaystyle z_{0}\in \mathbb {C} } називається множина виду {\displaystyle {\mathcal {U}}_{z_{0}}=\{z\colon |z-z_{0}|<r\},\,r>0}. Геометрично на комплексній площині околи мають вигляд кола з центром в певних точках комплексної площини. Інколи для зручності необхідно розглядати і проколоті околи {\displaystyle {\dot {\mathcal {U}}}_{z_{0}}={\mathcal {U}}_{z_{0}}\setminus \{z_{0}\}}.
Визначимо відкриту множину — згідно з визначенням із загальної топології, відкритою множина буде, якщо вона для будь-якої своєї точки містить деякий її окіл.

### Точка згущення і замкнена множина
Точка {\displaystyle z_{0}\in \mathbb {C} } буде точкою згущення для множини {\displaystyle G\subset \mathbb {C} }, якщо для довільного околу {\displaystyle {\mathcal {U}}_{z_{0}}} перетин {\displaystyle {\mathcal {U}}_{z_{0}}\cap G} буде не порожнім. Іншими словами, точка є точкою згущення, якщо в довільній «близькості» до неї завжди можна знайти точки множини. Множина точок згущення називається похідною і позначається G'.
Множина {\displaystyle G\subset \mathbb {C} } буде називатися замкнутою, якщо для неї справедливим є включення {\displaystyle G'\subset G}. Очевидно, що для довільної множини {\displaystyle G} множина {\displaystyle {\overline {G}}=G\cup G'} буде замкненою; вона називається замиканням множини {\displaystyle G}.

### Границя
Точка {\displaystyle z_{0}\in \mathbb {C} } буде називатися граничною для множини {\displaystyle G\subset \mathbb {C} }, якщо для довільного околу {\displaystyle {\mathcal {U}}_{z_{0}}} перетин {\displaystyle {\mathcal {U}}_{z_{0}}\cap G} і {\displaystyle {\mathcal {U}}_{z_{0}}\cap ({\mathbb {C} }\setminus G)} будуть не порожніми. Множина всіх граничних точок називається граничною множиною {\displaystyle \partial G}
або просто границею.

### Всюди щільні множини
Множина {\displaystyle E\subset \mathbb {C} } буде називатися всюди щільною в іншій множині {\displaystyle G\subset \mathbb {C} }, якщо для довільної точки {\displaystyle z_{0}\in G} і будь-якого околу {\displaystyle {\mathcal {U}}_{z_{0}}} перетин {\displaystyle {\mathcal {U}}_{z_{0}}\cap E} не порожній.

## Зв'язність

### Відстань між множинами
Як відомо з елементарної математики, на комплексній площині відстань між двома точками дорівнює модулю їх різниці. Тепер визначимо відстань між точкою {\displaystyle z_{0}} і деякою множиною {\displaystyle G\subset \mathbb {C} } як величину {\displaystyle \mathrm {dist} \,(z_{0},G)=\inf _{z\in G}|z-z_{0}|}.
На базі цього поняття вже можна визначити відстань між двома довільними множинами в {\displaystyle \mathbb {C} }: {\displaystyle \mathrm {dist} \,(G_{1},G_{2})=\inf _{z\in G_{1}}\mathrm {dist} \,(z,G_{2})=\inf _{z\in G_{2}}\mathrm {dist} \,(z,G_{1})}.

### Зв'язність
Множина {\displaystyle G\subset \mathbb {C} } називається Зв'язною, якщо для неї виконано співвідношення {\displaystyle \inf _{z_{1},z_{2}\in G}|z_{1}-z_{2}|=0}. Якщо дана величина не дорівнює нулю, то множина називається незв'язним. Можна показати, що незв'язну множину {\displaystyle G} можна представити у вигляді об'єднання (скінченного або зліченного) {\displaystyle \sum G_{n}}, де {\displaystyle G_{n}} — зв'язні множини, що не перетинаються, називаються зв'язними компонентами множини {\displaystyle G}. Потужність множини зв'язних компонент називається порядком зв'язності.

## Випуклі, спряжені і лінійно зв'язані множини
Множина {\displaystyle G\subset \mathbb {C} } називається спряженою відносно точки {\displaystyle z_{0}\in G}, якщо для довільної точки {\displaystyle z\in G} виконується включення {\displaystyle {\overline {z_{0}z}}\subset G}.
Множина {\displaystyle G\subset \mathbb {C} } називається випуклою, якщо вона спряжена відносно будь-якої своєї точки. Множина {\displaystyle G^{*}} називається випуклою оболонкою множини {\displaystyle G}, якщо вона випукла, {\displaystyle G\subset G^{*}} і для будь-якої випуклої множини {\displaystyle G^{**}}, що містить множину {\displaystyle G} виконується включення {\displaystyle G^{*}\subset G^{**}}.
Ламаною {\displaystyle \Gamma } називається множина точок комплексної площини, що представляється у вигляді об'єднання відрізків. Множина {\displaystyle G} називається лінійно зв'язною, якщо для двох довільних точок {\displaystyle z_{1},z_{2}\in G} існує ламана {\displaystyle \Gamma \subset G} така, що виконується {\displaystyle z_{1},z_{2}\in \Gamma }.
Можна довести, що будь-яка лінійно зв'язана множина буде зв'язною. Звідси наслідком є те, що зв'язні всі випуклі і спряжені множини.

## Криві наC{\displaystyle \mathbb {C} }

### Криві и шляхи
Кривою або шляхом на комплексній площині {\displaystyle \mathbb {C} } називається відображення вигляду {\displaystyle \varphi (t)\colon [0;1]\to \mathbb {C} }. Особливо слід зазначити, що при такому визначенні можна конкретизувати не тільки вигляд кривої, який буде залежати від аналітичних властивостей функції {\displaystyle \varphi (t)}, але й її напрямок. Наприклад, функції {\displaystyle \varphi (t)} і {\displaystyle \eta (t)=\varphi (1-t)} будуть визначати однакову за виглядом криву, але вона буде проходити в протилежних напрямках.

### Гомотопія кривих
Криві {\displaystyle \varphi _{0}(t)\colon [0;1]\to \mathbb {C} } и {\displaystyle \varphi _{1}(t)\colon [0;1]\to \mathbb {C} } називаються гомотопними, якщо існує крива {\displaystyle \xi (t,q)\colon [0;1]\times [0;1]\to \mathbb {C} }, що залежить від параметра {\displaystyle q} таким чином, що {\displaystyle \xi (t,0)\equiv \varphi _{0}} і {\displaystyle \xi (t,1)\equiv \varphi _{1}}.

## Розширена комплексна площина і нескінченно віддалена точка
У комплексному аналізі часто корисно розглядати розширену комплексну площину, доповнену, порівняно зі звичайною, нескінченно віддаленою точкою {\displaystyle (z=\infty )}:
{\displaystyle {\widehat {\mathbb {C} }}=\mathbb {C} \cup \{\infty \}}
геометрично точка {\displaystyle \infty } зображується точкою сфери Рімана (її «північний полюс»).
За такого підходу необмежено ростуча (за модулем) послідовність вважається такою, що збігається до нескінченно віддаленої точки. Алгебричні операції з нескінченністю не виконуються, хоча кілька алгебричних співвідношень мають місце:
- {\displaystyle {\frac {z}{\infty }}=0;\ \ z+\infty =\infty \ (z\neq \infty )}
- {\displaystyle z\cdot \infty =\infty ;\ \ {\frac {z}{0}}=\infty \ (z\neq 0)}

{\displaystyle \varepsilon }-околом нескінченно віддаленої точки вважається множина точок {\displaystyle z}, модуль яких більший, ніж {\displaystyle 1 \over \varepsilon }, тобто зовнішня частина {\displaystyle 1 \over \varepsilon }-околів початку координат.
Розширена комплексна площина називається також сферою Рімана, оскільки вона ізоморфна звичайній сфері {\displaystyle S^{2}} (ізоморфізм можна встановити, наприклад, за допомогою стереографічної проєкції). Комплекснозначні функції в деяких випадках можна продовжити на сферу Рімана. Оскільки прямі на площині (за стереографічної проєкції) переходять у кола на сфері, що містять нескінченно віддалену точку, комплексні функції зручніше розглядати на сфері.[уточнити]